# Балка Зайцева (притока Грузької)
Балка Зайцева, Заяча — балка (річка) в Україні у Донецькому районі Донецької області. Ліва притока річки Грузької (басейн Азовського моря).

## Опис
Довжина балки приблизно 4,23 км, найкоротша відстань між витоком і гирлом — 4,12  км, коефіцієнт звивистості річки — 1,03 . Формується декількома балками.

## Розташування
Бере початок у селищі Придорожне. Тече переважно на північний захід через селище Кобзарі і на півнчно-східній околиці селища Грузько-Ломівка впадає у річку Грузьку, ліву притоку річки Кальміусу.

## Цікаві факти
- Від витоку балки на східній стороні на відстані приблизно 1,47 км в місті Іловайськ пролягає автошлях Т 0507[4] (автомобільний шлях територіального значення у Донецькій області. Пролягає територією Донецької, Макіївської та Харцизької міськрад, а також територією Амвросіївського району через Донецьк — Макіївку — Харцизьк — Іловайськ — Амвросіївку — Успенку (пункт контролю). Загальна довжина — 62,5 км.)